# Konrad Horny
Konrad Horny ou Conrad Horny, né en novembre 1764 à Mayence et le mort le 7 novembre 1807 à Weimar, est un peintre et graveur allemand.

## Biographie
Konrad Horny naît en novembre 1764 à Mayence. 
Après avoir travaillé comme peintre paysagiste dans la manufacture de porcelaine de Höchst (de), il arrive à Weimar en 1785. 
Il est le père de Franz Horny.
Konrad Horny meurt le 7 novembre 1807 à Weimar.

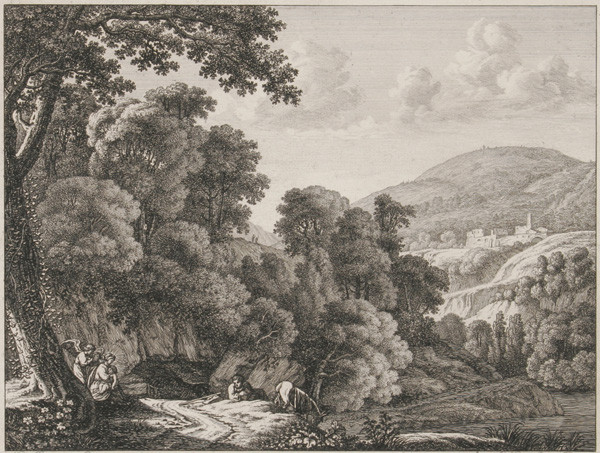
La fuite en Egypte (eau-forte, 1797).
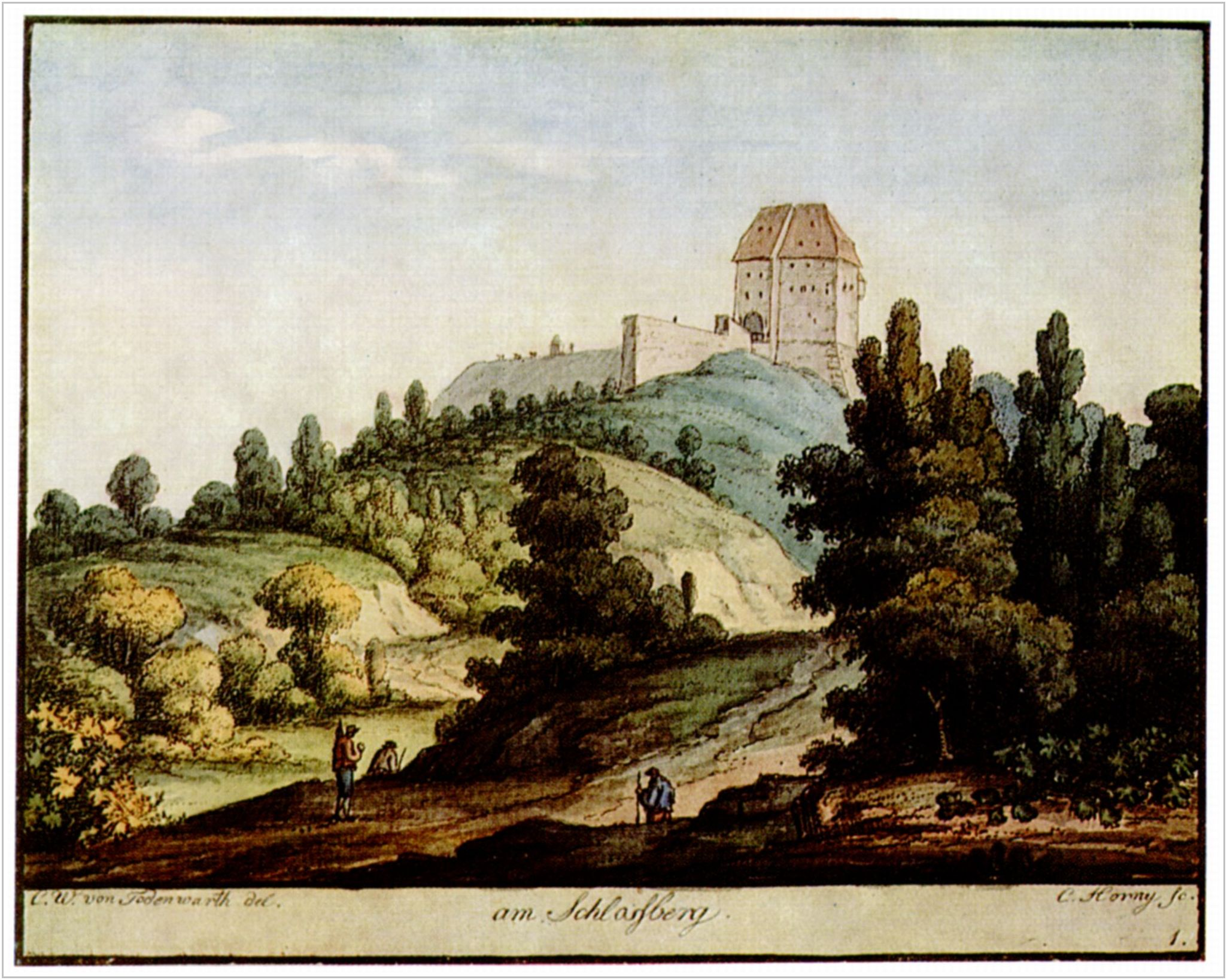
(Eisenach) Am Schloßberg (eau-forte en couleur, v. 1800, Wartburg-Stiftung (de)).
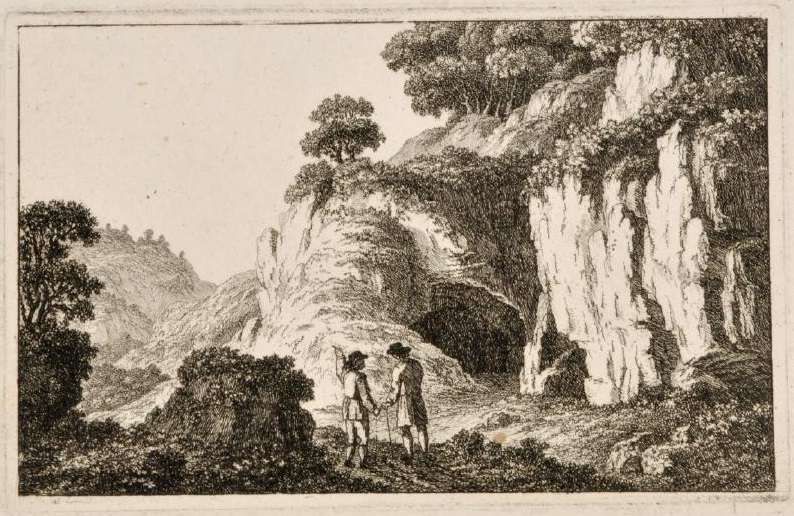
Deux personnes devant une grotte rocheuse (eau-forte, coll. priv.).